# Pellenes hedjazensis
Pellenes hedjazensis es una especie de araña saltarina del género Pellenes, familia Salticidae. Fue descrita científicamente por Prószynski en 1993.
Habita en Arabia Saudita y Emiratos Árabes Unidos.